# Armelle Gourlaouën
Pour les articles homonymes, voir Gourlaouen.
Armelle Gourlaouën, née le 2 octobre 1965 à Nantes, est une harpiste française jouant des trois harpes : harpe classique, celtique et troubadour.

## Biographie
Armelle Gourlaouën effectue sa formation de harpe classique au conservatoire de Nantes dès l'âge de onze ans.
De formation classique, Armelle Gourlaouën est une harpiste qui joue de trois harpes différentes en concert.
Elle est également compositrice, arrangeuse, conférencière et directrice du conservatoire de Pontivy, après avoir enseigné au conservatoire de Saint-Herblain.
Elle est également membre de jurys de concours nationaux et internationaux. 
Elle prend sa retraite en décembre 2019, relayée par Guillaume Saint Michel.

## Prix et distinctions
- Médaille d'or au conservatoire de Nantes et Premier prix du royaume de la musique[5].
- Prix de la Sacem au concours de composition des rencontres des harpes celtiques de Dinan (2000)[5].

## Discographie et vidéos
- Ensemble de harpes « Vivace » à Saint-Herblain - traditionnel, Rameau, Beethoven, Schubert, Bizet, Dvořák, Grieg  (10 juin 2007, EHSTH01) (OCLC 762513342)
- Harpes en récital (2009, Gourlaouën GOUR004) (OCLC 762513376)
- Harpes plurielles traditionnel, Schubert, Fauré et Albeniz - Armelle Gourlaouën, harpes troubadour, celtique et classique (2009, Gourlaouën GOUR005) (OCLC 762513386)
- Harpes - Armelle Gourlaouën, harpes troubadour, celtique et classique (2012, « Musiques de Celtie & d'ailleurs »[4] CO Le Label/Laoun sharki) (OCLC 842407735)

### DVD
- Lecture concert : The Pleyel chromatic harp ; and The Celtic harp - Séverine Perroy ; Francette Bartholomée ; Trio Kellid : Armelle Gourlaouën, harpe de troubadour ; Hervé Lorre, violon ; Patrick Couton, polyinstruments (Genève, 25 juillet 2002, World Harp Congress 63) (OCLC 1083456974)
- Students' corner - Ensemble de Saint Herblain, dir. Armelle Gourlaouën ; Na Clarsairean (The Scottish Harp Orchestra) ; Isobel Mieras (Genève, 26 juillet 2002, World Harp Congress 80) (OCLC 1082564829)